# Bastide de Trévouze
La bastide de Trévouze est un bâtiment situé à proximité du village d'Entraigues-sur-la-Sorgue, dans le département français du Vaucluse.

## Historique
Depuis 1er juillet 1992, la bastide abrite une SCEA agricole, spécialisée dans la production de fruits. Le propriétaire propose également des gîtes et chambres d’hôtes, adhérant aux gites de France.
Le bastide de Trevouze est inscrite au titre des monuments historiques depuis le 31 janvier 1997.

## Pour en savoir plus